# Alindao
Alindao è una subprefettura della Prefettura di Basse-Kotto, nella Repubblica Centrafricana. È situata all'incrocio della Strada Nazionale 2 con la 22. Alindao aveva 14 401 abitanti al censimento del 2003; si stimavano 15 213 abitanti nel 2013. È sede vescovile cattolica. Possiede un piccolo aeroporto.

## Storia

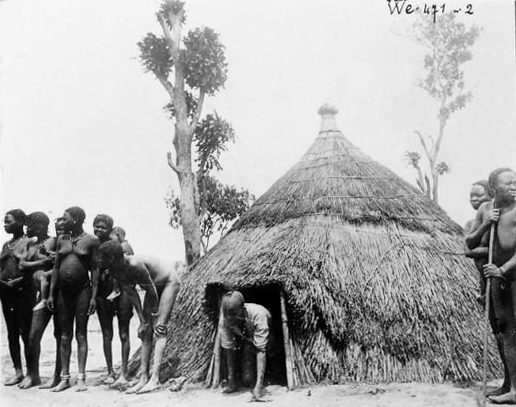
Una capanna di Alindao nel 1924.

Nel 1912 il capo della tribù Banda-Ngbugu di Alindao, Aju, giurò fedeltà ai colonizzatori francesi. Ciononostante nel 1925 guidò una ribellione, fu catturato e giustiziato l'anno successivo.
Una missione cattolica raggiunse Alindao durante il periodo coloniale francese.
Nel 1927, il missionario norvegese Oscar Cesar Berntz-Lanz fondò la missione luterana di Elim a Boybinga. Si trattava della prima missione protestante in tutta la colonia e comprendeva un piccolo dispensario e una scuola. Allo scoppio della Seconda guerra mondiale nel 1939, la famiglia del missionario si trasferì in Sudafrica.
Il 5 gennaio 2013 i ribelli séléka presero il controllo di Alindao. Il 9 maggio 2017 la cittadina fu attaccata dagli anti-balaka, gli scontri provocarono almeno 136 morti e numerosi stupri l'attacco fu respinto dall'Unione per la pace nella Repubblica Centrafricana. Alcuni cadaveri furono gettati nei pozzi per inquinarli. 14 382 persone trovarono riparo nella missione cattolica. 329 case furono incendiate.
Un nuovo massacro seguì il 15 novembre 2018 con 112 persone uccise e 27 ferite: il campo dei rifugiati fu preso di mira dai musulmani dell'Unione per la pace nella Repubblica Centrafricana che accusavano i rifugiati di sostenere gli anti-balaka. Il 18 marzo 2021 Alindao è stata riconquistata dalle forze governative sostenute dai paramilitari russi.

## Economia
L'economia è basata sull'agricoltura, sia di sussistenza sia di mercato (soprattutto caffè) e sul trattamento dei prodotti agricoli. La pesca, la caccia, il commercio e l'artigianato sono diffusi a livello locale, la maggioranza della popolazione vive in povertà. Gli abitanti vivono in caso con tetto di paglia e pareti di fango colorate.